# 澐鼎娛樂
澐鼎娛樂網股份有限公司（簡稱澐鼎娛樂）是一家台灣的影音娛樂製作公司，成立於2018年，主要業務涵蓋電視節目製作、廣告CF與後製。公司總部位於台北市大安區，現有員工約40人。

## 企業歷史
澐鼎娛樂成立於2018年，專注於製作綜藝、娛樂與實境節目，並與台灣多家主流電視台與影音平台合作。公司承接電視節目製作與後製業務，並參與多檔節目的製作，如《醫學大聯盟》、《大老闆聯盟》、《超級新人王+》及《比賽開始》等。

## 主要製作節目

### 綜藝節目製作
| 開播日期       | 播出頻道   | 節目名稱       | 主持人                                 | 備註     |
| -------------- | ---------- | -------------- | -------------------------------------- | -------- |
| 2024年11月4日  | 民視       | 醫學大聯盟     | 白家綺、黃豪平                         | 節目製作 |
| 2022年7月0日   | 民視       | 超級王牌棒球隊 | 黃忠義、方昶詠、陳文賓、林其緯、黃紹熙 | 節目製作 |
| 2021年4月25日  | 三立都會台 | 大老闆聯盟     | 王仁甫、解婕翎、詹子晴                 | 節目製作 |
| 2020年12月19日 | 衛視中文台 | 比賽開始       | 坤達、巴鈺                             | 節目製作 |

### 影像後製
| 開播日期       | 播出頻道   | 節目名稱                    | 主持人                                 |
| -------------- | ---------- | --------------------------- | -------------------------------------- |
| 2025年6月1日   | 三立電視台 | Linking 368 Taiwan 恁去台灣 | Christi奶黃、田舞陽、文威登            |
| 2024年10月7日  | 民視       | 醫學大聯盟                  | 白家綺、黃豪平                         |
| 2024年10月7日  | TVBS       | 拜託ATM                     | 胡瓜、Sandra                           |
| 2023年5月20日  | 衛視中文台 | 神秘五金行                  | AKIRA、王陽明、温昇豪、王彩樺、蔡昌憲  |
| 2022年7月9日   | 民視       | 超級王牌棒球隊              | 黃忠義、方昶詠、陳文賓、林其緯、黃紹熙 |
| 2021年04月25日 | 三立電視台 | 大老闆聯盟                  | 王仁甫、解婕翎、詹子晴                 |

### 網路節目
| 開播日期      | 播出平台                  | 節目名稱    | 主持人         |
| ------------- | ------------------------- | ----------- | -------------- |
| 2018年7月6日  | 台灣達人秀、在直播        | 玉琳軍接招  | 沈玉琳         |
| 2018年6月6日  | 台灣達人秀、在直播        | 惟有好運    | 詹惟中         |
| 2018年5月17日 | ETtoday新聞雲             | 超級新人王+ | 吳姍儒、林柏昇 |
| 2018年5月17日 | 台灣達人秀、在直播        | 膽亮KTV     | 那對夫妻       |
| 2018年5月17日 | 澐鼎娛樂YouTube、太陽直播 | 殿玩風暴    | 周荀           |
| 2018年5月17日 | 澐鼎娛樂YouTube、太陽直播 | 超魔型男    | 小鐘、陳日昇   |
| 2018年5月17日 | 澐鼎娛樂YouTube、太陽直播 | 時尚晴報局  | 詹子晴、嘻小瓜 |

### 廣告CF
| 康水工坊   | 水素水           | 自2019年起。 |
| 騏瑋實業   | IVENOR、PP石墨烯 | 自2021年起。 |
| 家家生醫   | 七日纖           | 自2021年起。 |
| 聲寶       | 聲寶智慧空調     | 自2022年起。 |
| 耐斯集團   | 566促進髮肌      | 自2022年起。 |
| 諾得生技   | 諾得清體素       | 自2023年起。 |
| 金多多娛樂 | 金多多娛樂城     | 自2024年起。 |

## 藝人經紀
澐鼎娛樂同時擔任藝人經紀公司，其中知名藝人包括：
- 利菁（主持人、藝人）

## 相關新聞與發展
澐鼎娛樂的執行長高稼育曾接受媒體專訪，分享節目製作與娛樂產業的發展趨勢。. 中時新聞網. 2020-10-31  [2025-02-07]. （原始内容存档于2020-11-10） （中文（臺灣））.